# Glashaar

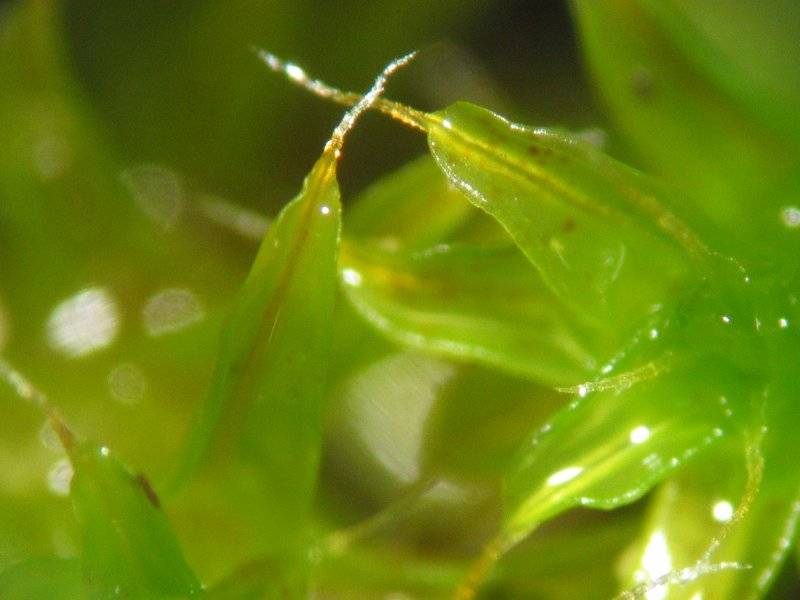
Glashaar eines Blattes vom Dach-Drehzahnmoos (Tortula ruralis)

Als Glashaar wird bei einigen Laubmoosen die meist farblose, haarförmig verlängerte Blattspitze bezeichnet.
Glashaare sollen das Moosblatt vor übermäßiger Sonnenbestrahlung schützen. Eine weitere wichtige Funktion spielt das Glashaar als Kondensationskern. Moose sollen damit bereits ab 30 Prozent relative Luftfeuchte Wasserdampf aufnehmen können. Tote Glashaare können auch eine Rolle als Transpirationshemmer spielen. Das Glashaar dient zudem als Träufelspitze und soll überschüssiges Wasser abtropfen lassen.